# Hypena newelli
Hypena newelli är en fjärilsart som beskrevs av Otto Herman Swezey 1913. Hypena newelli ingår i släktet Hypena och familjen nattflyn. IUCN kategoriserar arten globalt som utdöd. Inga underarter finns listade i Catalogue of Life.